# Chilechiton lynnae
Chilechiton lynnae är en insektsart som beskrevs av Hodgson och Miller 2002. Chilechiton lynnae ingår i släktet Chilechiton och familjen filtsköldlöss. Inga underarter finns listade i Catalogue of Life.